# Economist Intelligence Unit
L'Economist Intelligence Unit (EIU) è una business unit del gruppo Economist Group che fornisce previsioni e servizi di consulenza economici  attraverso ricerche ed analisi di mercato, come ad esempio rapporti informativi mensili sulle nazioni, previsioni economiche sul periodo di 5 anni delle nazioni, rapporti di servizio sul rischio dei Paesi e rapporti industriali.
L'EIU fornisce analisi su nazioni, industrie, e management di tutto il mondo e incorpora l'ex Business International Corporation, una compagnia britannica acquisita dalla società madre nel 1986. L'EIU ha diversi uffici in tutto il mondo inclusi due uffici in Cina e uno a Hong Kong.
L'attuale Direttore Generale è Robin Bew, ex direttore editoriale della compagnia.

## Rapporti Informativi

### CHAMPS
Nel novembre 2010 l'EIU ha emesso l'Access China White Paper in cui descriveva le economie delle maggiori 20 città emergenti in Cina, sotto la guida di Stephen Joske, China Forecasting per l'EIU. Il documento venne creato a supporto di un altro rapporto condotto dal ramo Access China Service dell'EIU, CHAMPS: China’s fastest-growing cities (lett. Città della Cina che stanno crescendo più velocemente). Queste città sono state favorite da diversi fattori, inclusi l'ampia disponibilità di opportunità lavorative, il boom produttivo, l'aumento del numero di proprietari di case e veicoli e della spesa in elettrodomestici. Il rapporto ha coniato l'acronimo CHAMPS dalle iniziali di cinque delle venti città considerate (Chongqing, Hefei, Anshan, Maanshan, Pingdingshan and Shenyang).

### Democracy Index
Nel 2006 (con aggiornamenti nel 2008, 2010 e da allora uno ogni anno), l'EIU stila il rapporto denominato Democracy Index, un indice compilato attraverso l'esame del livello di democrazia in 167 Paesi, nel tentativo di quantificarlo con un "indice di democrazia" che si basa su 5 categorie generali: processo elettorale e pluralismo, libertà civili, funzionamento del governo, partecipazione politica e cultura politica.